# Politikåret 1835

## Händelser
- 18 april - William Lamb efterträder Robert Peel som Storbritanniens premiärminister.[1]

### Fotnoter
1. ↑  ”United Kingdom” (på engelska). World Statesmen. http://www.worldstatesmen.org/United_Kingdom.html. Läst 29 juli 2015.